# Laboratorium (zespół muzyczny)
Laboratorium – polski zespół jazz-rockowy. Jego muzyka posłużyła za inspirację wielu późniejszym wykonawcom.

## Historia

### Lata 70.
Formacja została założona w Krakowie w 1970 roku. Pierwszy składy grupy Laboratorium tworzyli: Janusz Grzywacz (fortepian), Marek Stryszowski (fagot, śpiew), Wacław Łoziński (flet), Edward Mąciwoda (gitara basowa; Macieja Górskiego) i Mieczysław Górka (perkusja) oraz Krzysztof Ścierański i Paweł Ścierański
Zespół zadebiutował w 1971 roku na festiwalu muzycznym Gitariada ’71.

Zadebiutowaliśmy na festiwalu, który sam sobie zorganizowałem w Nowej Hucie – Gitariada '71. Zorganizowałem konkurs, oczywiście po to, żeby go wygrać. Dobrałem sobie znakomite jury z Janem Poprawą, które bezbłędnie wskazało Laboratorium. W nagrodę za to pojechaliśmy na warsztaty do Chodzieży... Warsztaty w Chodzieży były wówczas wydarzeniem pionierskim w Polsce, choć podobne spotkania miały już miejsce na świecie. Wśród prowadzących zajęcia z młodymi muzykami był m.in. cały kwintet Tomasza Stańki. To, co graliśmy to nie był jazz. To, że ewentualnie może być to jazz – okazało się właśnie na warsztatach w Chodzieży

Warsztaty w Chodzieży troszeczkę nam namieszały w głowach. W związku z tym powstała taka muzyka, jaką robiliśmy. Teraz się nawet mówi, że była to muzyka kultowa. Wtedy nikt nie grał tutaj muzyki fusion, muzyki jazz-rockowej. Chyba jako pierwsi w Polsce zaczęliśmy taką muzykę grać. To była muzyka mocno osadzona w realiach rockowych, a jednocześnie warsztaty w Chodzieży dały nam nieco inne spojrzenie na frazowanie. To była wtedy bardzo świeża rzecz

Podczas chodzieskich warsztatów zespół wystąpił wraz z „profesorami” Bronisławem Suchankiem i Tomaszem Stańko.

Graliśmy totalnie improwizowaną rzecz, ponadto zaprosiliśmy aktora z Teatru Laboratorium Grotowskiego – Wiesława Hoszowskiego, który zaimprowizował taki pantomimiczno - baletowo - aktorski show. Zrobiło to na wszystkich niesamowite wrażenie. Wychodząc na scenę nie wiedzieliśmy, co się będzie grać. To był free w czystej postaci. Nie było specjalnie ustalanych form, bazowało się na ostinatach, co wtedy było modne. Trochę podążało to w stronę „elektrycznego” okresu Milesa Davisa

W początkowym okresie Laboratorium prezentowało głównie muzykę akustyczną, będącą wyrazem poszukiwań i eksperymentów. Już na debiutanckiej płycie znalazły się kompozycje pokazujące odmienne spojrzenie na harmonię, czy budowanie napięcia. Nagranie było nagrodą za zajęcie drugiego miejsca na festiwalu Jazz nad Odrą’72.

Od pierwszej płyty szukaliśmy własnych brzmień. Nie ma na niej jeszcze syntezatorów, ale są preparowane struny fortepianu, Mietek Górka uderza dziwnymi przedmiotami w bębny, a Marek moduluje swój głos prostym echem produkcji czechosłowackiej. Niewątpliwie te ucieczki od brzmień standardowego kwartetu jazzowego pomogły nam zaistnieć. Inne brzmienie to inna muzyka, inna wrażliwość. Sytuacja, w jakiej wówczas znajdowała się Polska – a co za tym idzie, ograniczony dostęp do płyt i nagrań z Zachodu – nie okazywał się przeszkodą

W 1973 roku zespół został po raz kolejny laureatem festiwalu Jazz nad Odrą (I miejsce oraz nagroda za kompozycję Prognoza na jutro) i wszedł w profesjonalne środowisko muzyczne. Dwa lata później wystąpił na V Lubelskich Spotkaniach Wokalistów Jazzowych, gdzie Stryszowski otrzymał II nagrodę (pierwszego miejsca nie przyznano) oraz nagrodę publiczności. Grupa stała się popularna i sporo koncertowała w kraju, entuzjastycznie przyjmowana przez publiczność. Pierwszy występ zagraniczny miał miejsce w 1974. Był to festiwal Jazzwerkstatt Peitz (NRD), gdzie formacja wystąpiła obok Klausa Schulzego. Potem zespół coraz częściej wyjeżdżał na festiwale i trasy koncertowe po całej Europie – od San Sebastián, poprzez Zurych, aż po Bombaj. W 1975 Laboratorium przez krótki okres współpracowało z Czesławem Niemenem i Tomaszem Stańko (wspólny występ podczas krakowskich Zaduszek Jazzowych). W zespole, jak i jego muzyce zaczęły się przeobrażenia. Grzywacz zaczął posługiwać się nowoczesnymi instrumentami klawiszowymi typu: elektryczne pianino Fender Rhodes, czy syntezator firmy Roland, Stryszowski natomiast grał na saksofonie, porzucił tradycyjną wokalistykę i podążył w kierunku tego, co robiła wówczas Urszula Dudziak. Skład formacji uległ zmianie. Odszedł Wacław Łoziński, a Górskiego zastąpił Krzysztof Ścierański. Dołączył także brat muzyka, gitarzysta Paweł Ścierański.
Latem 1976 roku formacja zarejestrowała swój pierwszy pełnoprawny album – Modern Pentathlon. W warszawskim salonie Polskich Nagrań zorganizowano premierę albumu (115 000 sprzedanych egzemplarzy).

Temu albumowi zawdzięczamy bardzo dużo, w Polsce i nie tylko w Polsce. Na pierwszej stronie płyty są nasze reprezentatywne nagrania, strona druga to po prostu muzyka komercyjna. Są to utworki lekkie, zgrabne i przyjemne, aby mogła ich posłuchać rozmaita publiczność. Oczywiście nie odżegnujemy się od nich jako od utworów ułatwionych, drugorzędnych. Były one grane w tym okresie na koncertach po to by pograć sobie fajnie, funky – to był np. „Szalony baca”. Natomiast Modern Pentathlon jest kompozycją zbiorową, wykładnikiem tego, co wtedy robiliśmy, jakimś podsumowaniem. Pytany o nią obecnie, dodaje: Tytułowy utwór to pierwszy sekwencerowy numer w Polsce. Tyle, że nie był grany na sekwencerze. Spotykaliśmy się na próbach w Rotundzie o dziesiątej rano, Paweł jeszcze zmieniał struny, Mietek szedł na kawę, a Krzysiek Ścierański grał. On grał cały czas, dzień i noc. Zasypiał i budził się z basem w rękach. Grał sobie wtedy kilka dźwięków, wyszedł z tego jakiś rytm, ja dołączyłem się z akordami, Marek zaczął śpiewać

W 1977, grupa zarejestrowała dwa kolejne albumy. Koncertowy Aquarium Live No. 1 i zarejestrowany w krakowskiej Rotundzie, studyjny album Nurek, który ostatecznie został wydany pod tytułem Diver. Obie płyty nagrano z udziałem Pawła Valde-Nowaka (conga). Ważnym punktem w karierze zespołu był wyjazd na egzotyczny festiwal Jazz Yatra, który odbył się w lutym 1978 roku w Indiach (obok Laboratorium wystąpiły tam zespoły Czesława Niemena oraz Zbigniewa Namysłowskiego).

Tuż po przylocie do Bombaju miał miejsce pierwszy, choć nieoficjalny koncert, na którym zagraliśmy bardzo dobrze i dostaliśmy fajne recenzje. Na pierwszym oficjalnym koncercie umieszczono nas na końcu programu, m.in. po Zbyszku Namysłowskim i Don Ellisie... i w trakcie grania zobaczyliśmy, że nasza muzyka się broni, że ludzie reagują znakomicie, że wytworzone wcześniej napięcie wcale nie spada. Atmosfera była życzliwa i chciało się grać. W sumie traktowano nas jak gwiazdy, a sprawdziliśmy się przed bardzo obiektywną publicznością. W Kalkucie na zakończenie festiwalu graliśmy największą ilość bisów w naszym życiu. Dostaliśmy kartki z prośbą o Szalonego Bacę, przyszli też do nas ludzie, którzy znali naszą płytę przysłaną prywatnie z Węgier

Nasza muzyka zrobiła tam wrażenie, bo była nowa. Nasze indywidualne pierwiastki zagrały cudownie i nieważne było dla publiczności, czy to jazz czy nie jazz

Muzykę traktuje się tam jak religię, nie jak proszek do prania. Nie jest to bubble-gum, lecz sztuka. To wszystko dało nam przeświadczenie, że to, co robimy nie jest na złej drodze, i jeśli tak ci mówi Clark Terry czy Don Ellis, to już jest bardzo dobrze

W 1979 w sprzedaży pojawił się album Quasimodo (seria Polish Jazz, numer 58), zaś przygotowywany dla Electroli materiał Nogero ukazał się na rynku niemieckim nakładem firmy View Records.

O wiele więcej improwizujemy. Najczęściej aranżowany mamy tylko temat. Jeśli inne fragmenty są aranżowane to zazwyczaj w sposób spontaniczny ulega zmianie ich kolejność. Ostatnio bardzo odpowiada nam granie improwizowanych całkowicie etiud. Na płycie Quasimodo, obok czterech kompozycji znalazły się cztery takie utwory. Opisana sytuacja wydaje mi się korzystna, bo nie chcę dużo komponować. Oznaczałoby to wówczas pisanie podobnych utworów. Nam nie o to chodzi. Zależy nam, aby w repertuarze Laboratorium nie znalazł się żaden nowy utwór, który nie byłby choć maleńkim krokiem naprzód... Na płycie Quasimodo znalazł się także utwór Ikona – dedykowany zmarłemu Zbigniewowi Seifertowi: W sferze harmonicznej wykorzystałem tam rozwiązania, jakie zapamiętałem z koncertu Zbyszka Seiferta z jesieni ubiegłego roku. Była to pierwsza próba repertuaru, który później ukazał się na jego ostatniej amerykańskiej płycie. Akompaniowałem mu wtedy razem z innymi krakowskimi muzykami

Pod koniec lat siedemdziesiątych doszło do kolejnych zmian personalnych w zespole – z grupą rozstał się perkusista Mieczysław Górka. Jego miejsce zajął Andrzej Mrowiec, wcześniej związany z Maanamem. Miejsce Krzysztofa Ścierańskiego i jego brata Pawła zajęli: Krzysztof Olesiński, także z Maanamu oraz Ryszard Styła. Po udanym koncercie na Zurich Jazz Festiwal, formacją zainteresowała się szwajcarska agencja Face Music. W tych okresie Laboratorium coraz częściej koncertowało poza granicami kraju.

### Lata 80. i 90.
Wiadomo, co było w Polsce w latach ‘80. Nic nie było. Jest 1982 rok, środek stanu wojennego, nikt nie wyjeżdża, my graliśmy wtedy trochę w Stodole, w Remoncie, dla strajkujących studentów. To był taki okres, że można było grać albo po kościołach, albo na strajkach. Nie grało się w zasadzie wcale, a tu dostajemy z Pagartu wiadomość, że mamy jechać na festiwal jazzowy w Tübingen. Nie wiedzieliśmy w sumie nic więcej – gdzie jedziemy, co nas czeka i czy nas wpuszczą, jak będziemy wracać. Na miejscu okazało się, że to wielka, plenerowa impreza pod hasłem Solidarność z Solidarnością, gdzie występowali muzycy z Chile, Kuby, z Turcji, Kurdowie – wszystkie ciemiężone narody miały swoich przedstawicieli. Pagart ewidentnie nie wiedział, gdzie nas wysłał, to była sztuczka naszego szwajcarskiego managera

Na przełomie lutego i marca 1982 roku w krakowskim Teatrze STU grupa zarejestrowała materiał koncertowy na płytę The Blue Light Pilot. Na albumie znalazł się utwór cudzego autorstwa. Był to Straight, No Chaser Theloniousa Monka. Laboratorium przechodziło kolejne przeobrażenia związane z tworzoną muzyką oraz instrumentarium, poszerzonym o syntezatory, a także o jeden z pierwszych w Polsce, 16 krokowy sekwencer.
Kolejne wydawnictwa płytowe No. 8 (1984) oraz ostatni studyjny album z tego okresu Anatomy Lesson (1986) były kontynuacją kolejnych poszukiwań muzycznych. Zastosowano vocoder, sample oraz wzbogacono warstwę rytmiczną poprzez zaangażowanie perkusjonalisty Jana Pilcha, a także gościnny udział skrzypka Jana Błędowskiego. Grupa funkcjonowała także jako trio Grzywacz – Stryszowski – Pilch, występując w tym składzie m.in. na festiwalu Wyspa Muzyki Elektronicznej we Wrocławiu (1984).

To było inne brzmienie i wydawało się, że pójdziemy w tamtą stronę. Zaczęły się fajne doświadczenia z sekwencerami i pokrewnymi sprawami – i właśnie z Jankiem Pilchem. W nagraniach radiowych z tego okresu słychać, że to jest inne granie, ale cały czas tę Laborkę czuć

W ostatnich latach aktywnej działalności z zespołem współpracował Jarosław Śmietana, wspólnie koncertowali m.in. w Szwajcarii. Laboratorium rozwiązało się w 1991 roku. W 1996 formacja kilkakrotnie powracała na scenę, m.in. świętując swoje 25-lecie (dokument telewizyjny 25 lat Laborki, który ukazał na DVD zespołu pt. Old School Fusion Live).

### Reaktywacja i dalsza działalność
W listopadzie 2006 roku, po niemal 20 latach przerwy, Laboratorium z powodzeniem wystąpiło na 51. Krakowskich Zaduszkach Jazzowych (nieoficjalnie zespół koncertował już wcześniej, podczas różnych okolicznościowych imprez). W skład grupy wchodzili: Grzywacz, Stryszowski i Ścierański. Ponadto nowymi członkami zespołu zostali gitarzysta Marek Raduli i perkusista Grzegorz Grzyb. Kolejne koncerty Laboratorium dało podczas United Europe Jazz Festiwal w Zakopanem w Trzebini, Zielonej Górze oraz Krakowie, Zakopanem i Chicago, a także podczas 52. Krakowskich Zaduszek Jazzowych, Komeda Jazz Festival w Słupsku i na 34. Międzynarodowym Festiwalu Pianistów Jazzowych w Kaliszu (2007).
W 2008 zespół zaprezentował się podczas Bielskiej Zadymki Jazzowej, imprezy Starzy i Młodzi, czyli Jazz w Krakowie, Kieleckiej Wiosny Jazzowej oraz wielu klubach w Polsce. Kolejne występy to m.in. FAMA w Świnoujściu, Jazz Od Nowa Festival w Toruniu, Letni Festiwal Jazzowy w Piwnicy pod Baranami, 54. i 55. Krakowskie Zaduszki Jazzowe (koncert jubileuszowy „40 lat Laborki”), Jazz Jamboree, 12. Explorers Festival w Łodzi oraz koncert w Muzycznego Studia Polskiego Radia im. Agnieszki Osieckiej, transmitowany przez Program III P. R.
23 lipca 2018 roku Grzegorz Grzyb zginał potrącony przez samochód podczas porannego treningu kolarskiego na ulicy Modlińskiej w Warszawie.
1 i 2 sierpnia 2018 r. Laboratorium dało dwa koncerty podczas Pol’and’Rock Festival. Obydwa były poświęcone zmarłemu perkusiście („Grzegorz Grzyb in Memoriam”). Pogrzeb oraz ostatnie pożegnanie Artysty w Warszawie i Stargardzie zorganizowała Alicja Perkowska – management grupy Laboratorium i Pełnomocnik Rodziny Grzegorza Grzyba, premiera pierwszego po 32 latach albumu Laboratorium – NOW odbyła się w rocznicę urodzin Grzyba – 2 listopada 2018 roku i zawiera specjalny Track 10.
Z grupą pracował perkusista Paweł Dobrowolski
Gościnie występuje z zespołem również Bernard Maseli.
Podczas drugiego koncertu muzycy zespołu otrzymali dyplomy magazynu „Jazz Forum” za pierwsze miejsca w ankiecie krytyków „Jazz Top 2017” – J. Grzywacz w kategorii „Syntezator” i K. Ścierański w kategorii „Gitara basowa”. 2 listopada 2018 roku po 32 latach, w dniu urodzin tragicznie zmarłego Grzyba ukazał się dziesiąty i zarazem ostatni studyjny album Laboratorium, nagrany z jego udziałem i zatytułowany NOW.
W niedzielę 24 marca 2019 roku zespół wystąpił na scenie Muzycznego Studia Polskiego Radia im. Agnieszki Osieckiej. Przed występem redaktor naczelny magazynu „Jazz Forum” Paweł Brodowski poinformował wszystkich zgromadzonych o tym, iż głosami czytelników w kategorii „Najlepszy Zespół Jazzu Elektrycznego w Polsce za rok 2018” została uznana grupa Laboratorium.

## Dyskografia
- Latoratorium – wyd. PolJazz w serii Biały kruk czarnego krążka (1973)
- Modern Pentathlon (1976)
- Aquarium live – wyd. PolJazz w serii Biały kruk czarnego krążka (1977)
- Diver – Helicon (wytwórnia płytowa Międzynarodowej Federacji Jazzowej) (1977)
- Quasimodo (1979)
- Nogero (1980)
- The Blue Light Pilot (1982)
- No. 8 (1984)
- Anatomy Lesson (1986)
- Anthology 1971-1988 (10 CD BOX) (2006)
- Old School Fusion Live (DVD) (2006)[5]
- NOW – wyd. Universal Music Polska (2018) – złota płyta w Polsce[14]

## Galeria

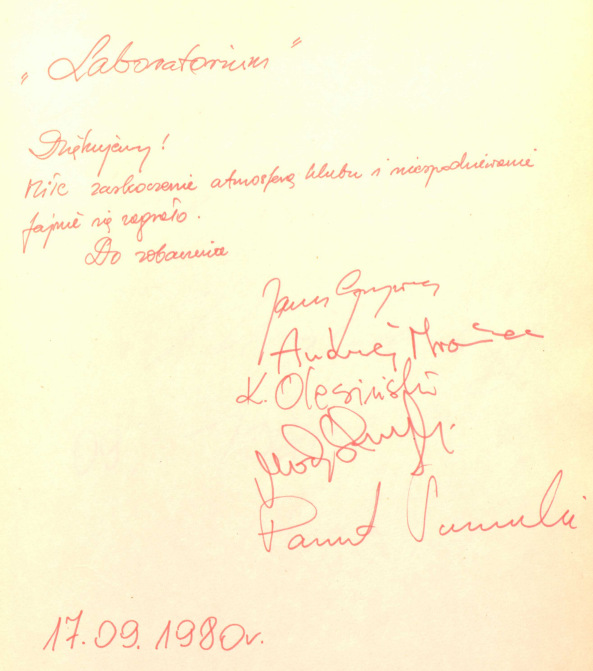
Wpis do Kroniki Związków i Stowarzyszeń Twórczych, 17.09.1980 r.
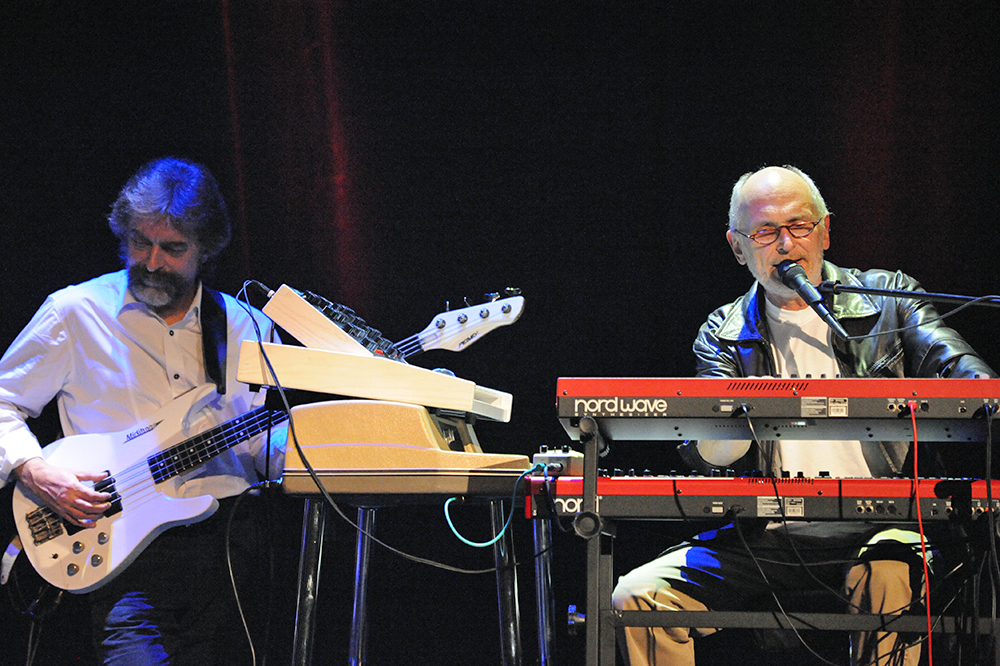
Jazz Jamboree 2010 w Warszawie.
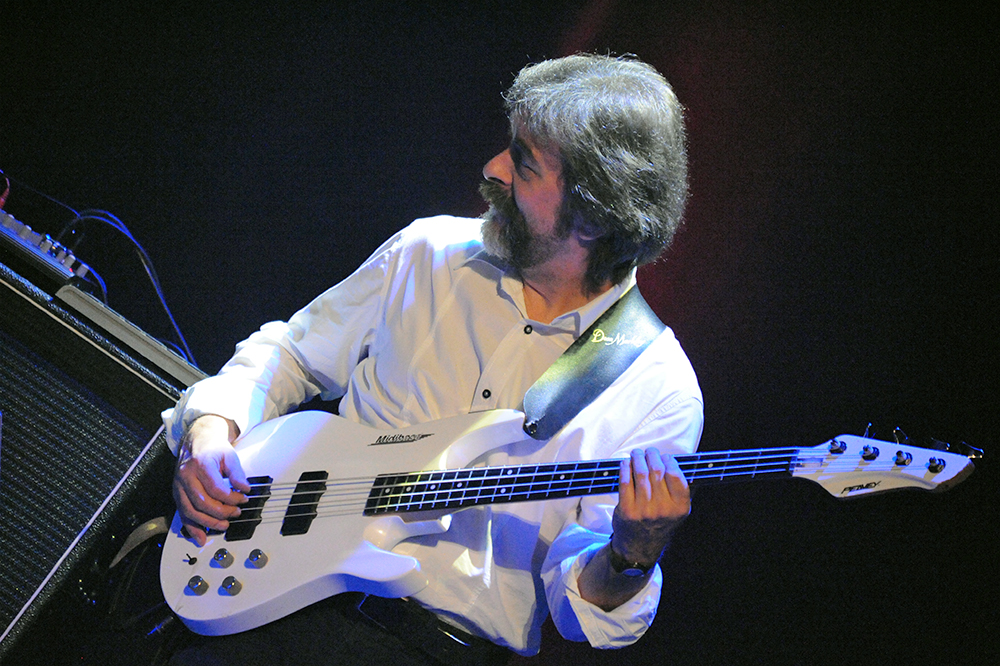
Jazz Jamboree 2010 w Warszawie.
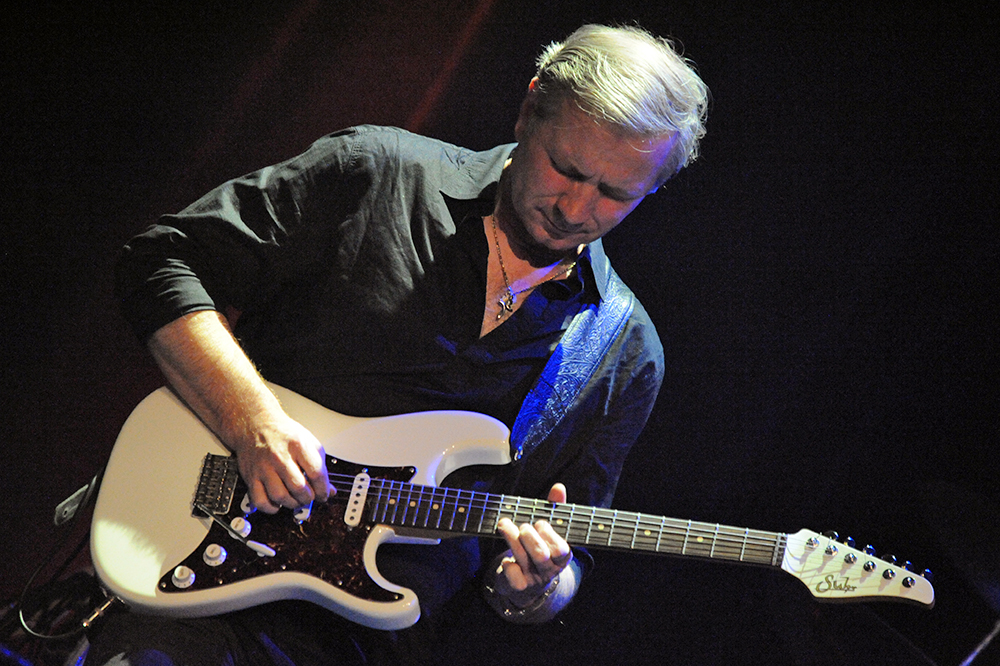
Jazz Jamboree 2010 w Warszawie.
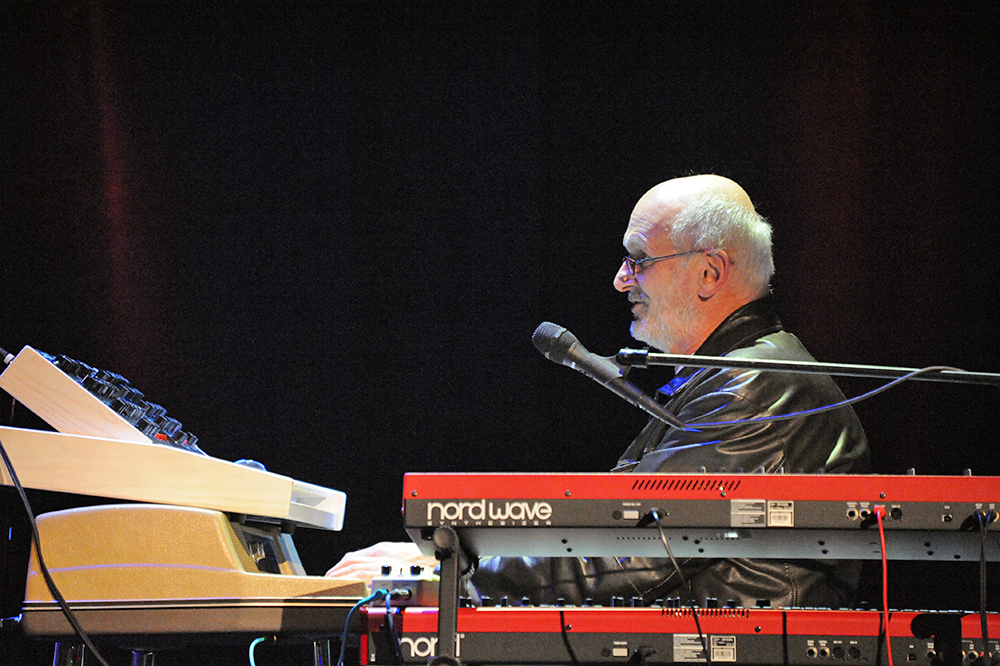
Jazz Jamboree 2010 w Warszawie.
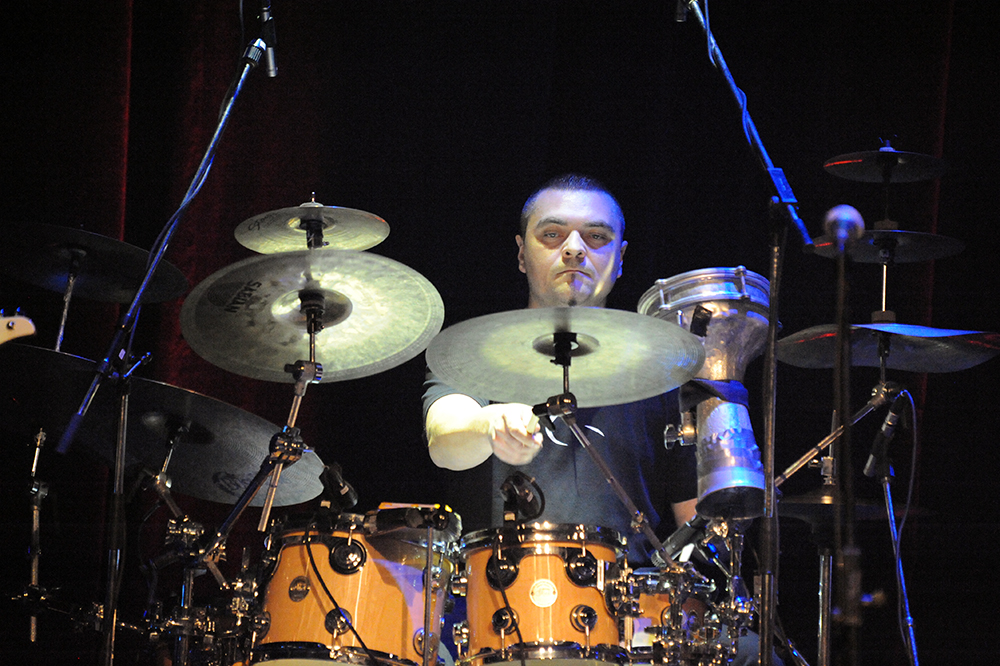
Jazz Jamboree 2010 w Warszawie.
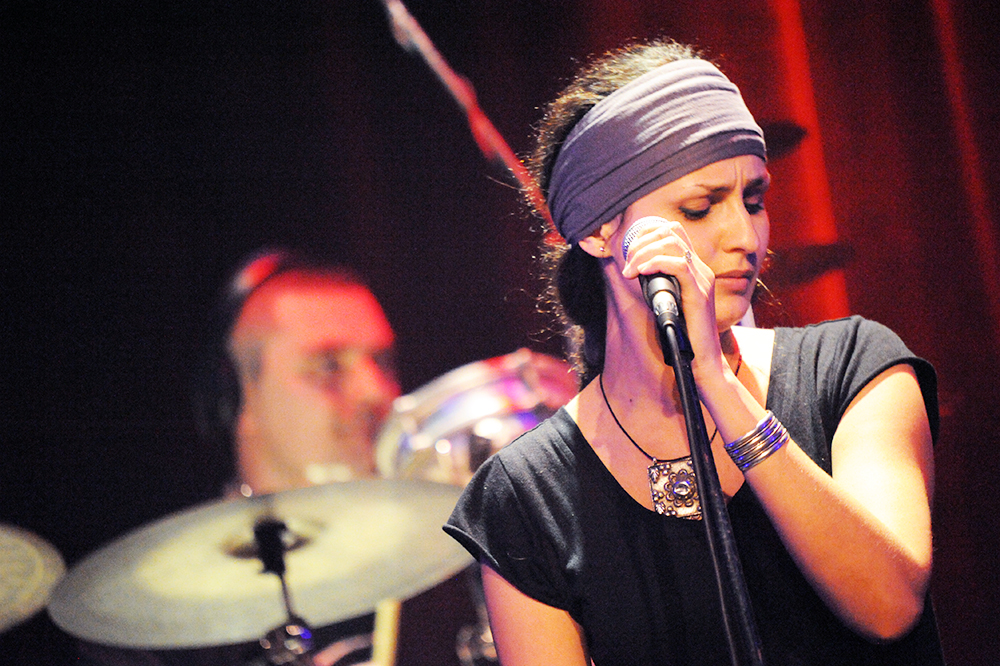
Jazz Jamboree 2010 w Warszawie.
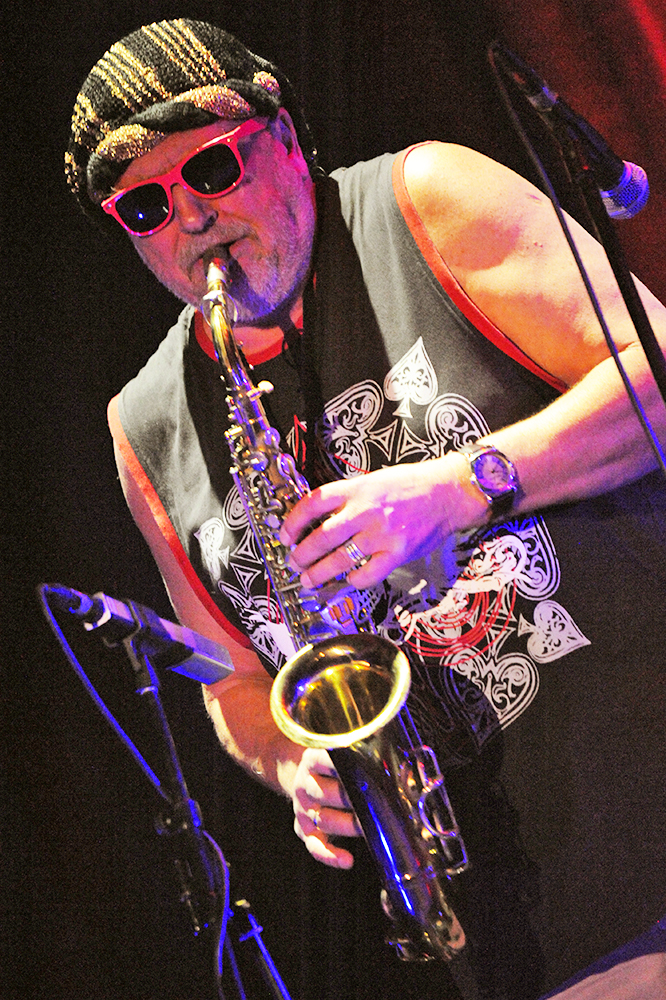
Jazz Jamboree 2010 w Warszawie.
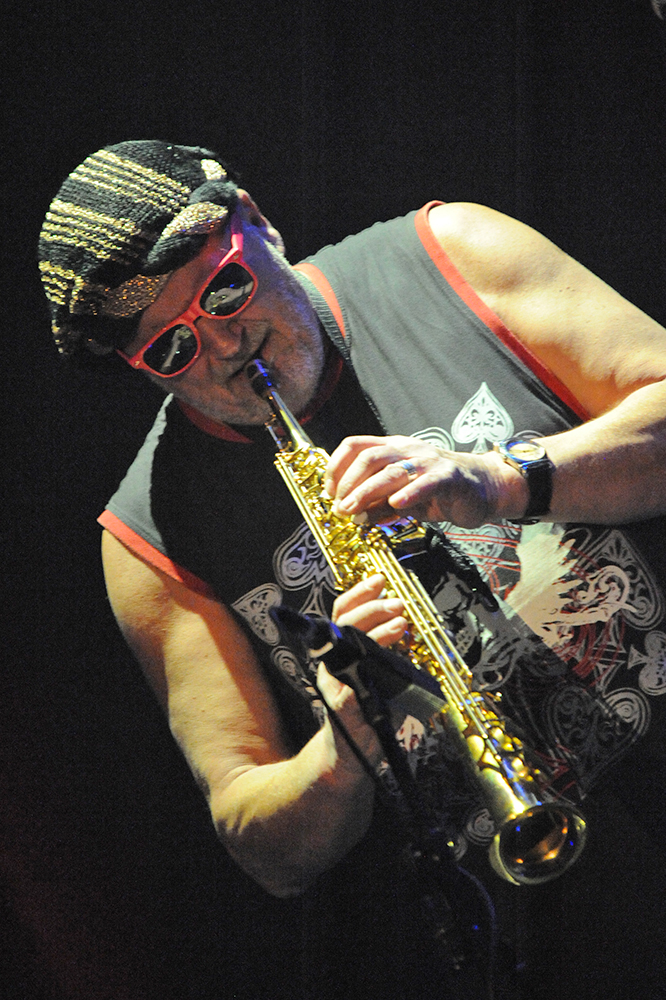
Jazz Jamboree 2010 w Warszawie.